# بات أونيل
بات أونيل (بالإنجليزية: Pat O'Neill)‏ هو سياسي أيرلندي، ولد في 14 نوفمبر 1958 في مقاطعة كيلكيني في جمهورية أيرلندا. حزبياً، نشط في فاين جايل. وقد انتخب عضو مجلس الشيوخ من أيرلندا عن دائرة القائمة الزراعية ‏ وقد انضم خلال فترته النيابية ‏ (25 مايو 2011 – 9 فبراير 2016)  للكتلة البرلمانية فاين جايل.